# Afgańska Federacja Piłkarska
Afgańska Federacja Piłkarska - jest ogólnopaństwowym ciałem zarządzającym piłki nożnej w Afganistanie, nadzorującym reprezentację narodową oraz rozgrywki ligowe afgańskiej piłki nożnej jedenastoosobowej. Federacja została powołana do życia w 1922 roku, a członkiem FIFA została w 1948. Od 8 maja 1954 członek AFC.